# Varlaam, Buzău
Varlaam este un sat în comuna Gura Teghii din județul Buzău, Muntenia, România. Satul este localizat la confluența râurilor Bâsca Mare și Bâsca Mică, la poalele munților Buzăului. Activitatea economică principală o reprezintă exploatările forestiere, iar în ultimul timp s-au dezvoltat o serie de pensiuni turistice.